# Petrus Planander
Petrus Planander, född 5 november 1669 i Järeda socken, död 7 juni 1721 i Rogslösa socken, var en svensk präst i Rogslösa församling.

## Biografi
Petrus Planander föddes 5 november 1669 på Slättemossa i Järeda socken. Han var son till bonden Håkan Svensson och Catharina Mattsdotter. Planander blev 1691 student vid Kungliga Akademien i Åbo och 1700 vid Lunds universitet. Han prästvigdes 1701 till komminister i Väversunda församling. Planander blev 1709 kyrkoherde i Rogslösa församling. Han avled 7 juni 1721 i Rogslösa socken.

### Familj
Planander gifte sig 1702 med Elisabeth Norberg (1682–1735). Hon var dotter till kyrkoherden i Svanshals socken. De fick tillsammans barnen Anna Catharina (1703–1725), Matthias (1705–1709), Christina (1709–1709), Samuel, Christina Margareta (1713–1721) och Brita Elisabeth (född 1715). Efter Plananders död gifte Elisabeth Norberg om sig med komministern P. Tillander i Örberga socken.